# Гренцштейн, Адо
Адо Гренцштейн (эст. Ado Grenzstein; 5 февраля 1849, деревня Кыйкси волости Тарвасту — 20 апреля 1916, Ментона, Франция) — российский эстонский журналист и педагог, сторонник русификации Эстонии. Некоторые свои статьи написал под псевдонимом A. Piirikivi.

## Биография
Происходил из бедной семьи. В 1871—1874 годах учился в семинарии Яниса Цимзе в Валке, после чего в 1874—1876 годах служил в Аудру псаломщиком и приходским школьным учителем, в 1876 году получил место школьного учителя в Холлманской семинарии в Дерпте. В 1878—1880 годах получал педагогическое образование в Вене, затем в течение короткого времени преподавал в Петербурге.
С 1881 года работал в газете Postimees, для которой писал статьи, критиковавшие земельные привилегии балтийских немцев. В 1882 году основал журнал Olevik, вскоре ставший крупнейшим эстоноязычным культурным изданием. Первоначально этот журнал стоял на позициях национального и культурного возрождения и развития эстонского языка, но с 1888 года Гренцштейн начал придерживаться политики русификации Эстонии: в своих статьях он прославлял российские успехи и по-прежнему выступал с критикой балтийских немцев и немецких традиций в Эстонии.
Несмотря на такую позицию, в начале XX века, в первую очередь из-за интриг соотечественников, Гренцштейн впал в немилость у царских властей и в 1901 году был вынужден эмигрировать из России, переведя свой журнал сначала в Дрезден, затем в Париж. Он прожил во Франции до конца жизни и продолжал заниматься издательской деятельностью.
В современной Эстонии оценки личности и деятельности Гренцштейна крайне неоднозначны.
Им написан целый ряд работ по педагогике, философии, религиоведению, шахматам, как на эстонском, так и на немецком языках. Некоторые труды: «Kooli Laulmise raamat» (1878); «Eesti küsimus» (1894); «Herrenkirche oder Volkskirche» (1899, на немецком языке).